# ニューハンプシャー州議会
ニューハンプシャー州議会(英語:The General Court of New Hampshire)は、アメリカ合衆国ニューハンプシャー州の州議会である。両院制の議会で、下院は400名、上院は24名の議員で構成される。下院議席16.67席に対して上院議席1席という比率から、ニューハンプシャー州の上下院議席比率は全米で最も高い。
2018年から2020年の会期中、州議会は民主党が支配し、上院では14対10、下院では230対156対1の多数を占めていたが、会期末時点で13議席が空席となっていた。2020年の選挙にて、共和党は上院で14対10、下院で213対187の多数を獲得し、ニューハンプシャー州議会の支配権を獲得した。
州議会は、州都コンコルドにあるニューハンプシャー州会議事堂で開かれる。州会議事堂は1819年に開場した。下院は現在も当初の議場で会議を開いているため、下院議場は現在も立法目的で継続的に使用されている議場としては米国最古のものとなっている。下院議場に番号付き議席が導入された際、13という数字はトリスカデカフォビアに配慮して意図的に省かれた。
議員の年間報酬は法律で100ドルと定められている。

## 下院
下院は、州内の郡を分割して作られた204の選挙区から選出された400人の議員で構成されており、各選挙区には約3,000人の住民がおり、議員1人あたりに約3,000人の住民が割り当てられている。
下院議場は、多くの議事堂とは異なり、中央の「通路」を渡る必要は無く、5つのセクションがあり、セクションの間には通路がある。議席は個人の好みで決められることが多いので、政党ごとの議席指定は強制されていない。ただし、ホールの一番前にある議長席である第6セクションは例外である。

### 下院の構成
2024年2月現在、下院の構成は以下のとおりである。
| 所属  | 所属   | 議員数 |
| ----- | ------ | ------ |
|       | 共和党 | 199    |
|       | 民主党 | 194    |
|       | 無所属 | 2      |
|       | 欠員   | 5      |
| Total | Total  | 400    |

## 上院
上院は1784年以来開かれている。人口に基づく選挙区を代表する24人の議員で構成される。2022年-2023年の立法会期では、上院には共和党員14人と民主党員10人が所属する。

### 上院の構成
| 所属 | 所属   | 議員数 |
| ---- | ------ | ------ |
|      | 共和党 | 14     |
|      | 民主党 | 194    |
| 合計 | 合計   | 24     |

## メディア報道
州議会の報道部門は、新聞、ニュース、その他のニュース収集業務のために州議会の報道を担当している。州議会のウェブサイトには、上院と下院の両方のカレンダーと議事録が掲載されている。
ピュー・リサーチ・センターは2014年に、ニューハンプシャー州は全米で最も州議会の報道陣が少ない州の一つであり、常勤記者が5人、非常勤記者が9人いると報告した。